# Amiga 4000

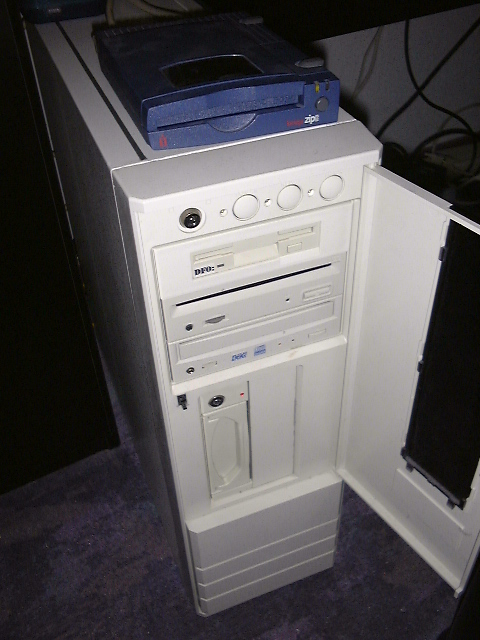
Un Amiga 4000T

Le Commodore A4000 ou Amiga 4000, est un ordinateur personnel de la série Commodore Amiga, successeur des A2000 et A3000. La machine existe en plusieurs modèles : A4000/030 et A4000/040, équipés respectivement d'un Motorola 68EC030 et d'un Motorola 68040, et A4000T qui est une version en tour à l'architecture interne différente (utilisant uniquement un 68040) et dont les dernières unités, produites par Escom après leur rachat de Commodore, incluent un processeur 68060 cadencé à 50 Mhz.

## Description
L'A4000 est originellement dans un boîtier de bureau (desktop) blanc, avec un clavier séparé.
Il existe aussi une version tour appelée A4000T, produite en petite série.
Le processeur principal des premiers A4000 est monté sur une carte fille, contrairement à la plupart des Amiga. Le processeur des machines ultérieures est monté sur la carte mère, de façon à réduire les coûts.
La version tour est le seul Amiga à avoir à la fois des interfaces SCSI et IDE intégrées à la carte mère. Avoir les deux pilotes dans la ROM implique que d'autres parties de l'AmigaOS doivent être en dehors de la ROM, ainsi l'A4000T est la seule machine à avoir le fichier « workbench.library » sur disque. Il est également le seul Amiga à utiliser une carte mère au format PC, et le premier et le seul à utiliser une batterie au lithium à la place d'une NiCd.

## Historique
C'est la dernière « big-box » à être sortie par Commodore International. Seulement deux cents 4000T furent produits avant que la société ne disparaisse. La production des 4000T reprit brièvement lorsque ESCOM racheta la marque Amiga. Les 4000T vendus par ESCOM présentent de petites différences avec les anciens, dont la substitution du lecteur de disquette haute densité par un lecteur double densité ainsi que la présence d'un processeur 68060 sur certaines unités produites.

## Spécifications techniques
- 2 baies 3½ pouces en façade.
- 1 baie 5¼ pouces en façade.
- 1 lecteur de disquette 3½ pouces en façade.
- 2 emplacements pour disques durs 3½ pouces internes.
- chipset AGA
- Amiga OS 3.0
- interface IDE